# Endeitoma bonina
Endeitoma bonina es una especie de coleóptero de la familia Zopheridae.

## Distribución geográfica
Habita en Japón.